# 決斗!一対三
『決斗！一対三』（けっとう！いちたいさん、The Lawless Breed）は、1952年に製作されたアメリカ合衆国の伝記犯罪西部劇映画。監督はラオール・ウォルシュ。出演はロック・ハドソンやジュリー・アダムスなど。
賭博師でアウトローだったジョン・ウェズリー・ハーディン（以下、ウェス）の自伝に基づいて映画化した作品。

## あらすじ
説教師の父ジョン・Ｇ・ハーディンの厳しい教育に反発したウェスはテキサス州ボナムの家を出る。賭博師ガス・ハンレーとの撃ち合いに勝つが、その兄弟3人に追われ 叔父ジム・クレメンツの牧場に逃げ込む。ハンレー兄弟も返り討ちにするが、父に自首をすすめられる。ボナムの酒場の女ロージーとアラバマ州に逃れ、賭博で得た金で牧場を買い つかの間の結婚生活を営む。しかしウェスは警備隊に捕まり、先に銃を抜いたことはなかったにもかかわらず有罪となる。刑期を追え、16年ぶりに我が家に戻ったウェスを、ロージーと初めて会う息子ジョンが迎えた。ジョンは酒場でチンピラと喧嘩になり、助けに行ったウェスが撃たれる。仇を討とうとするジョンに自らの過去の姿を見たウェスは、それを止める。

## キャスト
- ジョン・ウェズリー・ハーディン：ロック・ハドソン（吹替：細井重之）
- ロージー・マッコイ ：ジュリー・アダムス
- ジェーン・ブラウン：メアリー・キャッスル
- ジョン・G・ハーディン：ジョン・マッキンタイア
- ジョン・ハーディン：レース・ジェントリ
- アイク・ハンリー：ヒュー・オブライエン
- ジム・クレメンツ：デニス・ウィーバー
- ジーク・ジェンキンス：フォレスト・ルイス
- ダーク・ハンリー：リー・ヴァン・クリーフ
- ベン・ハンリー：Glenn Strange
- ガス・ハンリー：マイケル・アンサラ[3]